# دروازه اروپا
دروازه اروپا (لهستانی: Wrota Europy) یک فیلم درام تاریخی لهستانی است که در سال ۱۹۹۹ منتشر شد. این فیلم در سال ۲۰۰۱ برندهٔ جوایز فیلم لهستان برای بهترین فیلم‌برداری، بهترین طراحی لباس و بهترین طراحی تولید شد.

## گزیدهٔ بازیگران
- آلیتسیا باخلدا-تسروش
- کینگا پرایس
- آگاتا بوزک
- آگنیشکا شیتک
- ماریوش بوناشفسکی
- پیوتر شفدس
- پیوتر آدامچیک
- میخاو برایتن‌والد
- ماگدا تِـرِسا وویچیک